# St. Cyriakus (Horn-Millinghausen)

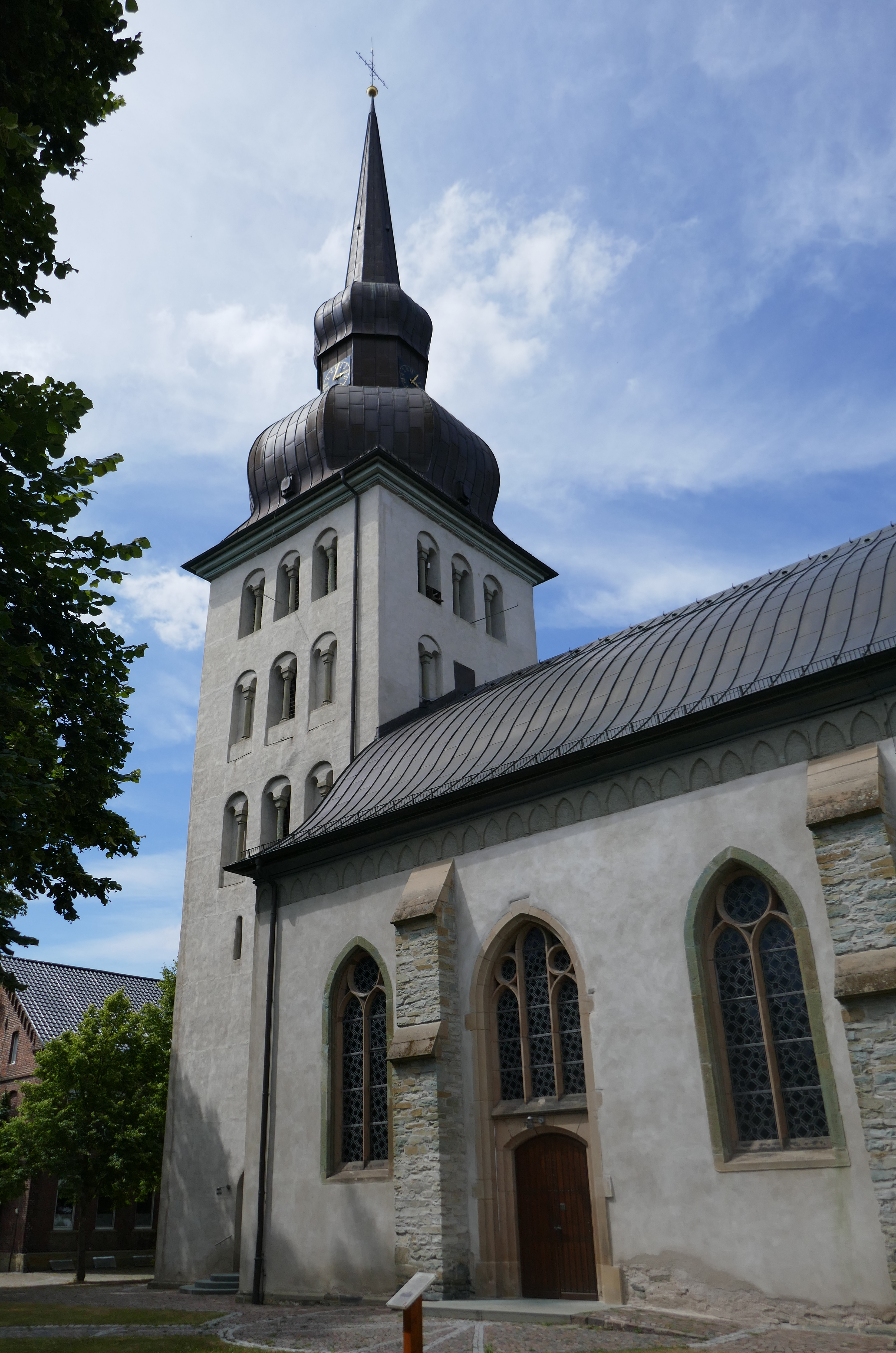
St. Cyriakus (Horn-Millinghausen)

Die katholische Pfarrkirche St. Cyriakus ist ein denkmalgeschütztes Kirchengebäude an der Kirche 5, in Horn-Millinghausen, einem Ortsteil von Erwitte im Kreis Soest (Nordrhein-Westfalen).

## Geschichte und Architektur
Im 10. Jahrhundert wurde eine Eigenkirche des Kanonissenstiftes Meschede erwähnt. Die Gestaltung der Vorgängerkirche vom 12. Jahrhundert ist nicht überliefert, sie wurde bis auf den Turm 1822 abgetragen.
Die neugotische Stufenhalle mit dreiseitig geschlossenem Chor wurde von 1822 bis 1825 errichtet. Beidseitig sind Sakristeien angebaut. Der romanische Westturm wirkt stattlich. Er wird durch zahlreiche Schallarkaden mit eingestellten Säulchen und Würfelkapitelle gegliedert. Die hohe, gestufte Barockhaube wurde 1998 erneuert. Im weiträumigen Inneren von drei quadratischen und einem schmalen Joch ruhen Kreuzrippengewölbe auf Rundpfeilern. In die Seitenschiffe sind einhüftige Gewölbe eingezogen. Der Umbau und die Erweiterung wurden 1876 nach Plänen von Arnold Güldenpfennig vorgenommen. Von 1992 bis 2000 wurde umfangreich renoviert. Der Außenbau ist durch Strebepfeiler gegliedert. Im Chor steht eine Kreuzigungsgruppe aus Holz. Maria und Johannes stammen vom Altar der 1814 abgebrochenen Dominikanerkirche in Soest und sind wohl eine Arbeit von Heinrich Stütting von der ersten Hälfte des 18. Jahrhunderts.
Das sechsstimmige Geläut stellt die seltene Kombination von drei kleinen Zimbelglocken mit drei größeren Glocken dar. Die Glocken erklingen in der Tonfolge d'-e'-g'-f"-a"-c"'. Der Guss erfolgte 1999 bei Petit & Edelbrock in Gescher. Die Glocken ersetzten ein minderwertiges Stahlgeläut von Buderus & Humpert von 1920, gestimmt auf d', e' und g'.